# Council of Southern Africa Football Associations
Il Council of Southern Africa Football Associations, noto con l'acronimo COSAFA, (in francese Conseil des Associations de Football en Afrique Australe, in portoghese Conselho das Associações de Futebol da África Austral, in italiano Consiglio per le Associazioni Calcistiche dell'Africa del Sud), è un'associazione calcistica che riunisce le nazioni dell'Africa meridionale.
Affiliata alla Confédération Africaine de Football (CAF), organizza la Coppa COSAFA e vari tornei che coinvolgono le Nazionali di calcio dell'Africa meridionale.
L'assemblea generale annuale del 2008 ha visto l'elezione del primo Comitato Esecutivo della COSAFA. In precedenza il Comitato Esecutivo constava di 14 membri, mentre il nuovo è formato da 7 membri, tra cui presidente e vicepresidente.

## Comitato Esecutivo
Il comitato esecutivo più recente è stato eletto nel dicembre 2016.
| Nome                    | Ruolo                 |
| Presidente              | Presidente            |
| ----------------------- | --------------------- |
| Phillip Chiyangwa       | Presidente della ZIFA |
| Vicepresidente          |                       |
| Frans Mbidi             | Presidente della NFA  |
| Membri                  |                       |
| Alberto Simanga         | Presidente della FMF  |
| Andrew Kamanga          | Presidente della FAZ  |
| Pedro Neto              | Presidente della FAF  |
| Sameer Sobha            | Presidente della MFA  |
| Walter Nyamilandu-Manda | Presidente della FAM  |

## Membri
Il COSAFA ha 14 membri:
- Angola
- Botswana
- Comore
- Lesotho
- Madagascar
- Malawi
- Mauritius
- Mozambico
- Namibia
- Sudafrica
- Seychelles
- eSwatini
- Zambia
- Zimbabwe